# Kostelní (Kraslice)
Kostelní (německy Kirchberg) je malá vesnice, část města Kraslice v okrese Sokolov. Nachází se přibližně 7 km na západ od Kraslic. V roce 2016 je zde evidováno 30 adres. V roce 2011 zde trvale žilo 15 obyvatel.
Kostelní je také název katastrálního území o rozloze 5,03 km2.

## Historie
První písemná zmínka je z listiny z roku 1185. V této listině potvrzuje biskup z Regensburgu klášteru ve Waldsassenu desátek z Kostelní a Lubů. Dějiny obou osad se často prolínají v souvislosti s budováním tzv. Lubského újezdu. Území patřilo až do roku 1501 k diecézi v Regensburgu. Ve šlikovském urbáři se v roce 1525 se v Kostelní uvádějí pouze čtyři poddaní. Po třicetileté válce patřila oblast k hertenberskému panství, ale po krátké době se celá oblast včetně Kostelní vrátila lubskému panství.
Od roku 1869 do roku 1930 byla Kostelní obcí v okrese Kraslice, v letech 1961–1976 obcí v okrese Sokolov, od 1.4.1976 je částí města Kraslice.
Po odsunu německého obyvatelstva po druhé světové válce obec téměř zanikla. Osud obce negativně poznamenalo rovněž vyhlášení hraničního pásma, ve kterém se obec ocitla v roce 1950. Později se stala rekreačním místem chalupářů.

## Obyvatelstvo
Při sčítání lidu v roce 1921 zde žilo 340 obyvatel, z nichž dva byli Čechoslováci, 335 bylo Němců a tři byli cizinci. Všichni obyvatelé se hlásili k římskokatolické církvi.
| Rok            | 1869 | 1880 | 1890 | 1900 | 1910 | 1921 | 1930 | 1950 | 1961 | 1970 | 1980 | 1991 | 2001 | 2011 |
| -------------- | ---- | ---- | ---- | ---- | ---- | ---- | ---- | ---- | ---- | ---- | ---- | ---- | ---- | ---- |
| Počet obyvatel | 281  | 323  | 347  | 361  | 386  | 340  | 371  | 52   | 49   | 34   | 10   | 10   | 12   | 15   |
| Počet domů     | 40   | 49   | 51   | 55   | 49   | 49   | 63   | 64   | 61   | 12   | 4    | 12   | 10   | 14   |

## Obecní správa
V letech 1850–1918 a v letech 1950–1976 k obci patřily Čirá, Kámen, Počátky a Valtéřov a v letech 1961–1976 také Černá.

## Pamětihodnosti
- kostel svatého Jiljí (kulturní památka) [12]
- soubor tří smírčích křížů (kulturní památka) [13]